# Martonfa
Martonfa è un comune dell'Ungheria di 205 abitanti (dati 2001) situato nella contea di Baranya, nella regione Transdanubio Meridionale.